# Akademien der Wissenschaften Schweiz
Die Akademien der Wissenschaften Schweiz (franz. Académies suisses des sciences, ital. Accademie svizzere delle scienze, rätoroman. Academias svizras da las scienzas, eng. Swiss Academies of Arts and Sciences) sind ein Verbund der vier wissenschaftlichen Akademien der Schweiz:
- Akademie der Naturwissenschaften Schweiz (SCNAT)
- Schweizerische Akademie der Medizinischen Wissenschaften (SAMW)
- Schweizerische Akademie der Geistes- und Sozialwissenschaften (SAGW)
- Schweizerische Akademie der Technischen Wissenschaften (SATW)

Der Verbund soll dazu beitragen, die Wissenschaften regional, national und international zu vernetzen, die Wissensgemeinschaft unabhängig von Institutionen und Fächern zu vertreten. Wie auch das Netzwerk breit abzustützen und der wissenschaftlichen Exzellenz zu verpflichten.
Weitere Ziele sind die Früherkennung, Ethik und Dialog zwischen Wissenschaft und Gesellschaft, um das gegenseitige Verständnis zu fördern.
Die Stiftung Science et Cité und die Stiftung für Technologiefolgen-Abschätzung TA-SWISS sind definiert als Kompetenzzentren der Akademien der Wissenschaften Schweiz.

## Partnerorganisationen

### Nationale Partnerorganisationen
- Schweizerischer Nationalfonds (SNF)
- Schweizerischer Wissenschafts- und Innovationsrat (SWIR)
- Schweizerische Hochschulkonferenz (SHK)
- Rektorenkonferenz der schweizerischen Hochschulen (swissuniversities)
- Staatssekretariat für Bildung, Forschung und Innovation (SBFI)

### Internationale Partnerorganisationen
- All European Academies (ALLEA)
- European Academies Science Advisory Council (EASAC)
- InterAcademy Partnership (IAP)

## Wissenschaftliche Politikstipendien
Seit 2000 führen die Akademien ein Stipendienprogramm, das junge Wissenschaftler darin unterstützt, ein Jahr lang wissenschaftliche Hintergrundarbeit für das Schweizer Parlament zu leisten. Damit soll das wechselseitige Verständnis zwischen Wissenschaft und Politik gefördert und verbessert werden. Die Gebert Rüf Stiftung unterstützte das Stipendienprogramm von 2002 bis 2009. Seit 2006 werden die Politikstipendien von der Stiftung Wissenschaftliche Politikstipendien ausgerichtet, die von den Akademien der Wissenschaften Schweiz und auch vom Schweizer Parlament, dem Schweizerischen Nationalfonds, dem ETH-Rat, den Schweizer Universitäten und weiteren Partnern unterstützt wird.